# Biserica Ortodoxă a Alexandriei

Biserica Ortodoxă a Alexandriei

Biserica din Alexandria este una din Bisericile ortodoxe autocefale. Arhiepiscopul poartă titlul de papă și patriarh al Alexandriei și al întregii Africi, succesor al Sfântului Marcu, care a întemeiat Biserica din Alexandria în sec. I. Aceasta este una din cele 5 patriarhate antice ale Bisericii, membră a Pentarhiei. Ocupă locul al doilea în diptice, după Patriarhia Ecumenică. 

## Istoric
De la schisma generată de controversele politice și hristologice în cadrul celui de-al IV-lea Sinod Ecumenic de la Calcedon (451 A.D.), ramura Bisericii din Alexandria fidelă Hristologiei Calcedoniene folosea ca limbă liturgică greaca, majoritatea populației native (cea coptă) și descendenții lor moderni devenind parte a Bisericii Copte (numită azi Orientală Necalcedoniană, cunoscute și ca „monofizită”).
Papa Petru al VII-lea al Alexandriei a inițiat o considerabilă activitate misionară. În timpul celor șapte ani ca patriarh (1997-2004), el a contribuit neobosit la răspândirea credinței creștine ortodoxe printre națiunile arabe și în teritoriile africane, închegând clerul autohton și încurajându-i să folosească limbile locale în viața liturgică a bisericii. Misionariatul s-a întins și a prins roade în Kenya, Uganda, Madagascar, Camerun și în alte regiuni de pe continent.  
Foarte interesat de modul de pătrundere a creștinismului și în țările musulmane, a făcut eforturi să promoveze buna înțelegere și respectul reciproc între creștinii ortodocși și musulmani. Însă munca sa a fost încheiată din cauza unui accident aviatic care a avut loc în data de 11 septembrie 2004 în Marea Egee, aproape de Grecia, când și-a pierdut viața împreună cu alți clerici, printre care episcopul Nectarie al Madagascarului.
Azi, în jur de 300.000 de creștini ortodocși țin de Patriarhia din Alexandria, acesta fiind cel mai mare număr de credincioși de la Imperiul Roman încoace. Primatul Bisericii din Alexandria este asigurat din 2004 de Teodor al II-lea.